# Le Mangeur d'hommes
Le Mangeur d'hommes est un livre de la collection Chair de poule dont l'auteur est R. L. Stine.

## Liens
- Ressources relatives à la littérature :   - Internet Speculative Fiction Database
  - NooSFere